# Klasztor Dominikanów w Smolanach
Klasztor Dominikanów w Smolanach – rzymskokatolicki dominikański kompleks klasztorny w Smolanach (rejon orszański obwodu witebskiego Białorusi), wzniesiony w XVIII w., zlikwidowany w 1832. Kościół klasztorny pozostawał czynny do lat 20. XX w. Obecnie (2024) nieużytkowany, w ruinie.

## Historia
Dominikański klasztor w Smolanach ufundowała w 1680 Teodora Sanguszkowa z Sapiehów. Pierwszy kompleks zabudowań klasztornych był wzniesiony z drewna. W XVIII w. na miejscu wymienionych budynków Sanguszkowie ufundowali nowe obiekty sakralne, tym razem w całości murowane, w stylu barokowym. Według innych świadectw kościół dominikański był murowany od początku swojego istnienia, a w II poł. XVIII w. został jedynie przebudowany. Klasztor funkcjonował do 1832, gdy został zlikwidowany przez władze carskie. Kościół w Smolanach funkcjonował nadal, jako parafialny, a w 1899 został wyremontowany. Świątynia pozostawała czynna do lat 20. XX wieku, gdy została zamknięta.
Do II wojny światowej kompleks klasztoru stał pusty. Po zakończeniu konfliktu rozlokowano w nim warsztaty i garaże należące do smolańskiego kołchozu. Po 1989 zabudowania podominikańskie zostały ponownie porzucone. Pozbawione gospodarza, sukcesywnie popadają w całkowitą ruinę.

## Architektura
Kompleks klasztoru w Smolanach składał się z parterowego budynku mieszkalnego dla zakonników oraz z kościoła. Budynek mieszkalny zbudowany był na planie prostokąta. Kościół Wniebowzięcia Najświętszej Maryi Panny jest świątynią halową, trójnawową z transeptem. Na dwukondygnacyjnej fasadzie znajdowały się dwie trójkondygnacyjne wieże. Oprócz nich elewację zdobiły pilastry i gzymsy. Między górnymi poziomami wież znajdował się szczyt z wolutami. Całość została wzniesiona w stylu baroku wileńskiego.

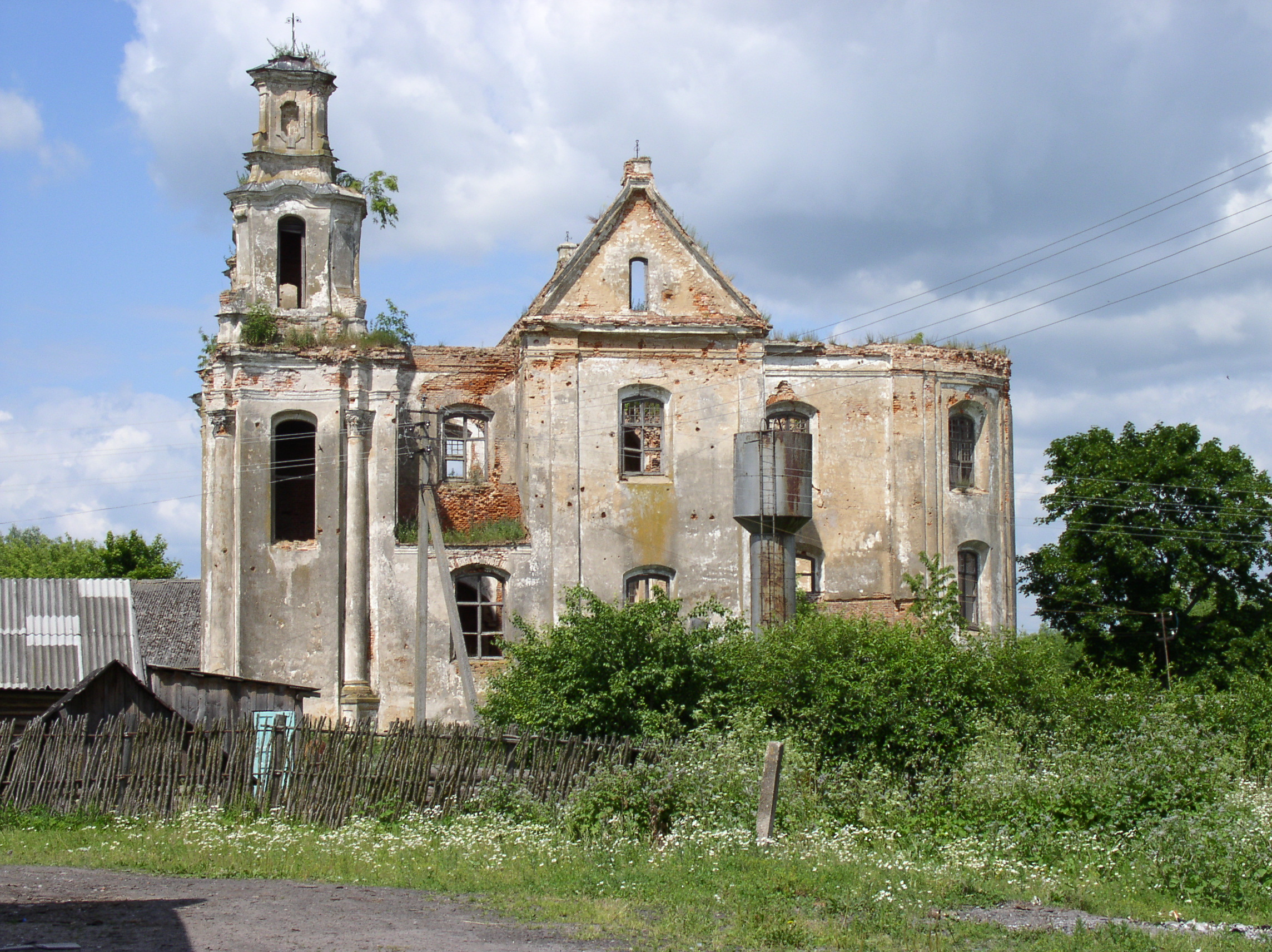
Świątynia od strony wschodniej w 2005 r.
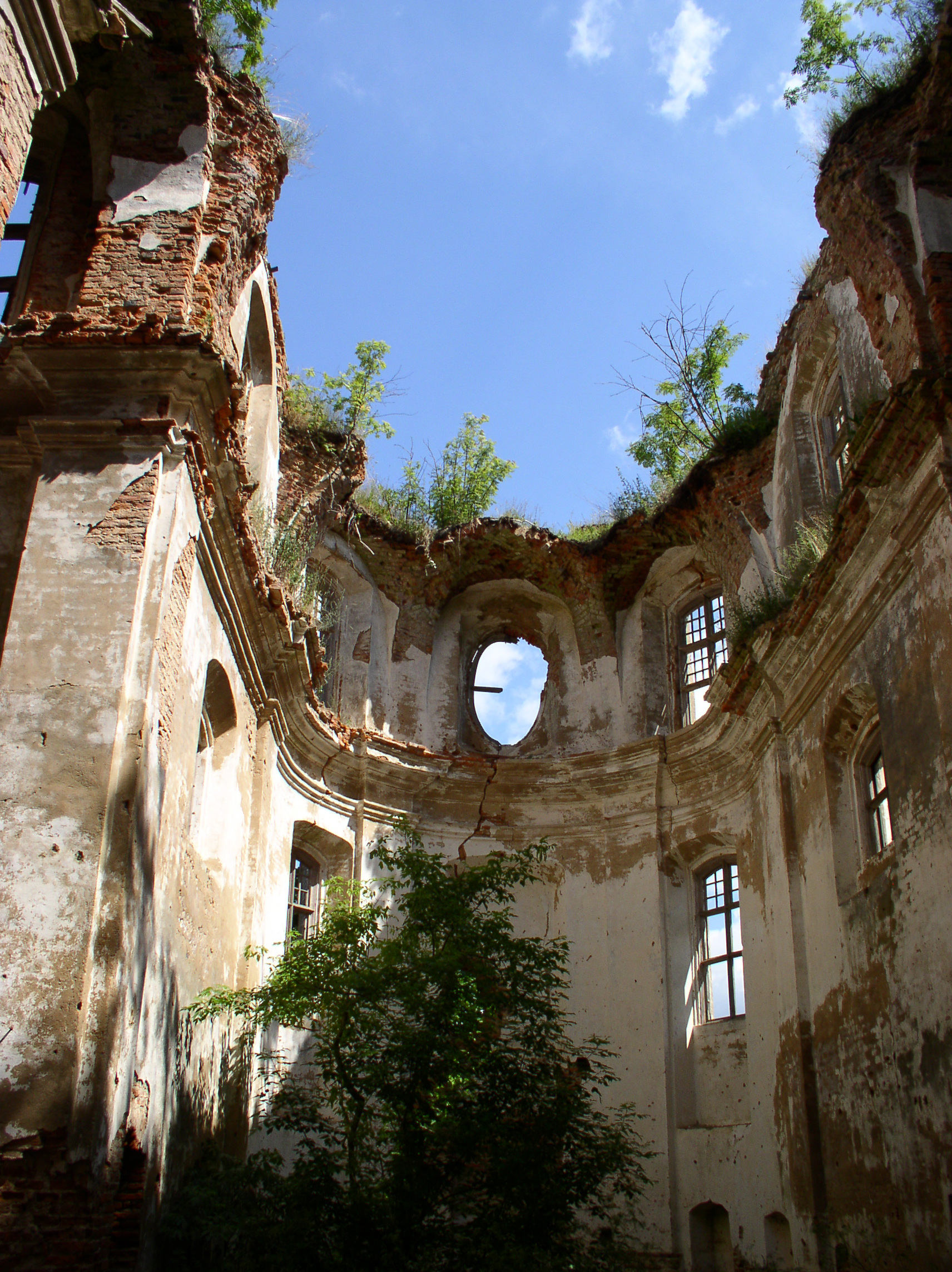
Wnętrze w 2005 r.
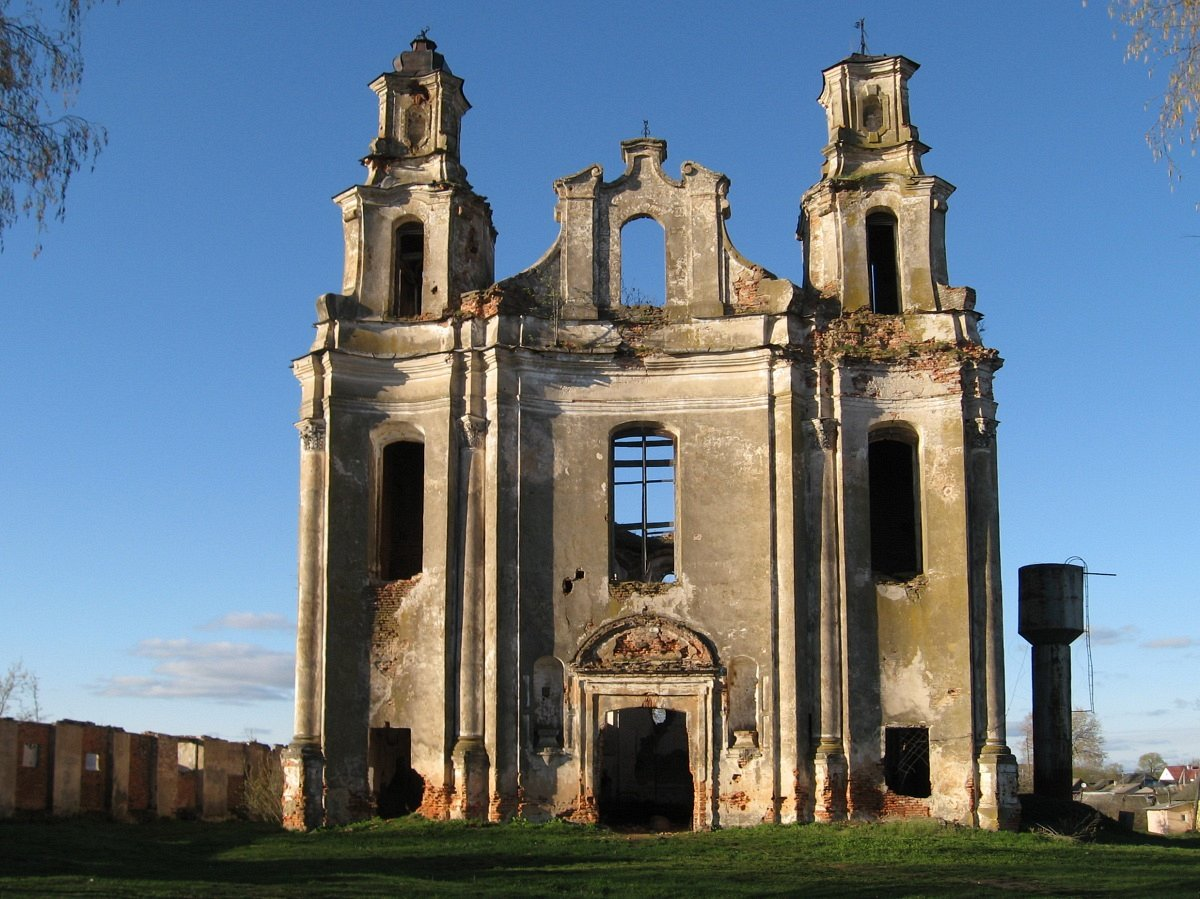
Fasada w 2016 r.
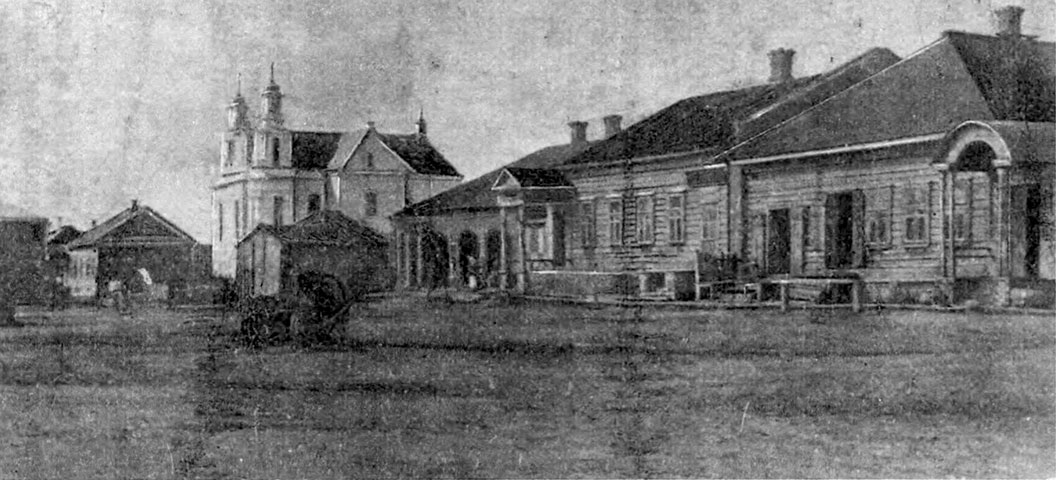
Rynek w Smolanach na pocz. XX w.
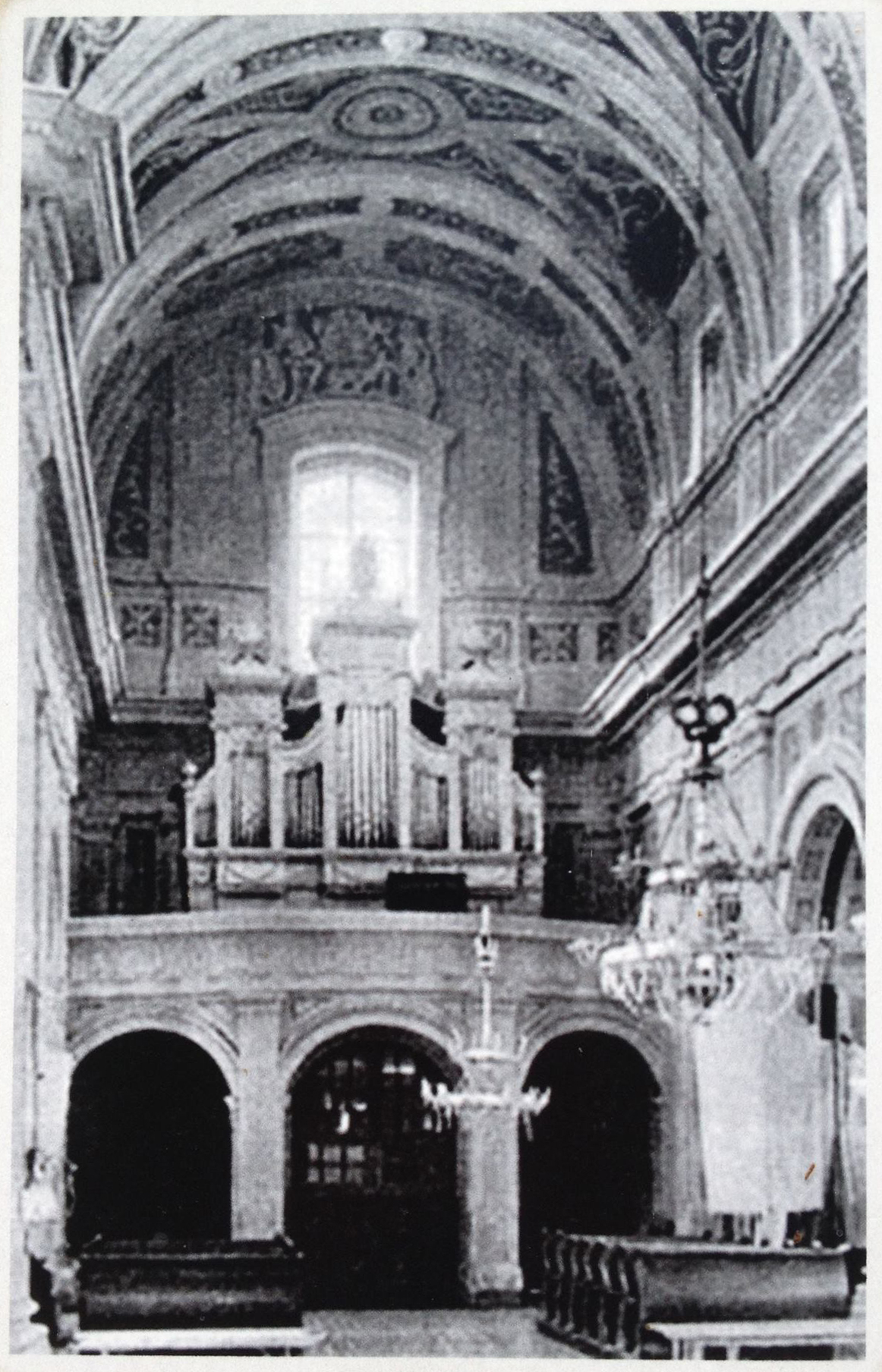
Chór i organy kościoła, pocz. XX w.
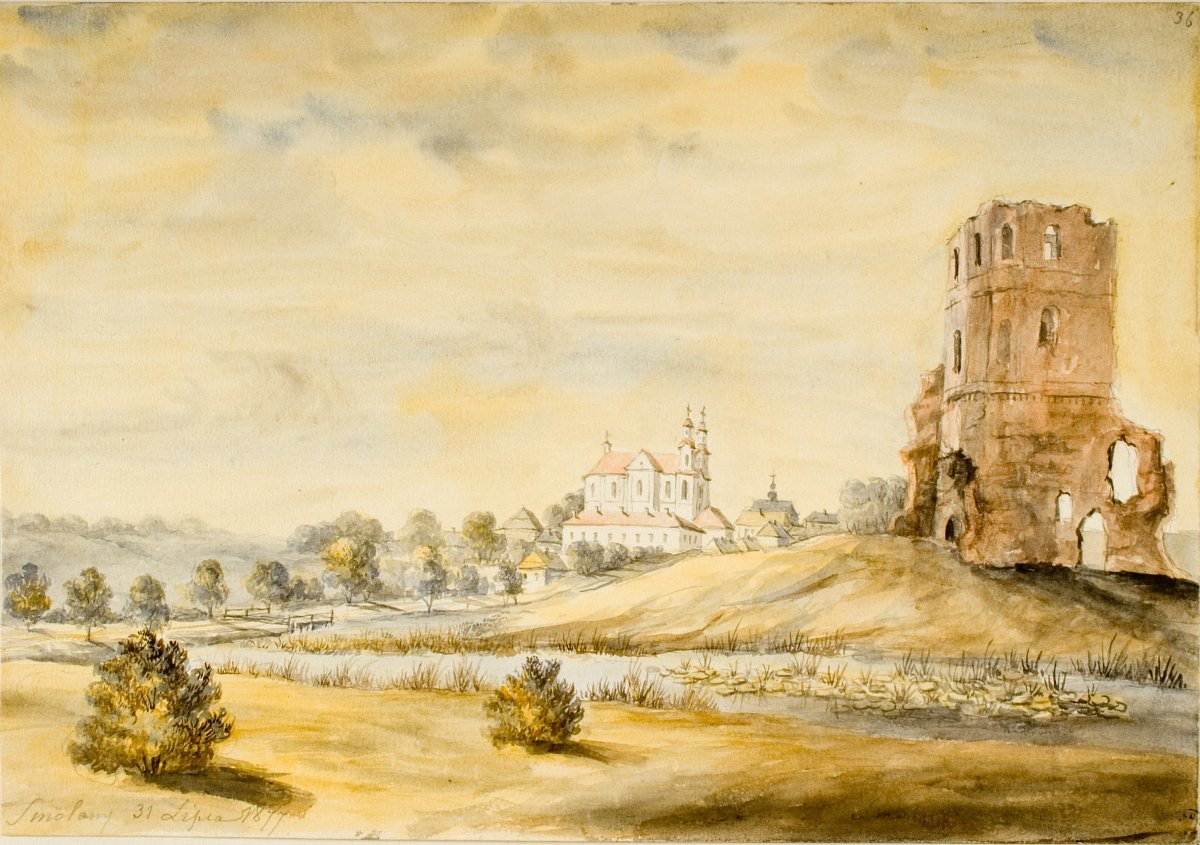
Kościół na akwareli Napoleona Ordy z 1877 r.